# Кудепста (река)
Кудепста — река в Хостинском районе городского округа Сочи Краснодарского края России.
Длина реки составляет 23 км. Площадь водосборного бассейна насчитывает 85,4 км². Средний расход воды — 3,39 м³/с.
Исток расположен на склонах хребта Ефрем. Протекает по Кудепстинскому каньону. Впадает в Чёрное море.
Притоки:
- Псахо (лб)